# Anolis fairchildi
Anolis fairchildi (аноліс Ферчайлда) — вид ігуаноподібних ящірок родини анолісових (Dactyloidae). Ендемік Багамських Островів. Вид названий на честь американського ботаніка Девіда Ферчайлда.

## Поширення і екологія
Аноліси Ферчайлда мешкають на островах Кей-Сал і Коттон-Кей в Багамському архіпелазі. загальна площа яких становить 8 км². Вони живуть в сухих прибережних заростях та на пальмах.

## Збереження
МСОП класифікує цей вид як вразливий. Anolis fairchildi загрожує поява на островах інвазивних тварин, а також руйнівні шторми та підвищення рівня моря.